# エスポンソラマ・レーシング
エスポンソラマ・レーシング (英語: Esponsorama Racing) は、かつてのスペインのオートバイレーシングチーム。2022年までロードレース世界選手権までに参戦していた。

## 歴史

### 国内選手権
チームは1994年にバイ・クエロセノ・レーシング (By Queroseno Racing, BQR) としてラウル・ロメロとジョセップ・オリバによって設立された。スペイン国内選手権でBQRはダビド・デ・ヘア、ステファン・ブラドル、エフレン・バスケスを擁し、3つのFormula Extremeと2つの125GPタイトルを獲得した。

### 世界GP

#### 125cc・250cc
世界選手権にワイルドカード参戦を繰り返した後、BQRは2001年、250ccクラスにホンダのマシンでフル参戦を果たす。2007年にチームyはマシンをアプリリアにスイッチする。BQRの世界選手権における初勝利は、2008年イギリスGP125ccクラスでのスコット・レディングによるものであった。

#### Moto2
チームは2009年2月に最初のMoto2用マシンを公開し、プロトタイプを2009年スペイン国内選手権に投入した。2010年には新設されたMoto2クラスにヨニー・エルナンデスとマシェル・アル・ナイミを起用して参戦した。

#### MotoGP
BQRとグルポ・アビンティアの提携に従い、チームは2012年にアビンティア・レーシングと改名した。チームはクレーミング・ルール・チームとしてMotoGPクラスに参戦する。FTRモトとインモテック製のフレームにBQRのバッヂを付け、カワサキ製エンジンを搭載したマシンを投入した。ライダーはイバン・シルバとエルナンデスを起用した。2013年にはFTR製フレームにカワサキ製エンジンを搭載したマシンで、青山博一とエクトル・バルベラを起用した。
2014年、チームは青山に代えてマイク・ディ・メッリオを起用した。マシンは引き続いてFTR-カワサキのマシンを使用した。シーズン途中でチームとドゥカティとの提携が成立し、バルベラが終盤5戦でオープン仕様のドゥカティ・デスモセディチを走らせた。2015年もバルベラとディ・メッリオでオープンクラスにデスモセディチ・GP14を走らせる。
2020年シーズンからはエスポンソラマ・レーシングというチームで参戦。引き続きドゥカティがマシン供給を行っていたが、2022年からの契約更新しなかったことでチームは離脱となり、Moto3とMotoEクラスも参戦を止めたため20年以上続いたチームは消滅となった。

## GP戦績
| 年     | クラス | チーム名                                                | 車両                            | 車番 | ライダー                   | 出走数 | 勝利数 | 表彰台数 | PP | FL | ポイント | 順位 | ポイント（チーム） | 順位（チーム） |
| ------ | ------ | ------------------------------------------------------- | ------------------------------- | ---- | -------------------------- | ------ | ------ | -------- | -- | -- | -------- | ---- | ------------------ | -------------- |
| 2011年 | Moto2  | アビンティア-STX                                        | FTR                             | 9    | ケニー・ノエス             | 17     | 0      | 0        | 0  | 0  | 11       | 28   | -                  | -              |
| 2012年 | MotoGP | アビンティア・ブルセンス                                | BQR                             | 68   | ヨニー・エルナンデス       | 15     | 0      | 0        | 0  | 0  | 28       | 17   | 44                 | 10             |
| 2012年 | MotoGP | アビンティア・ブルセンス                                | BQR                             | 22   | イバン・シルバ             | 16     | 0      | 0        | 0  | 0  | 12       | 23   | 44                 | 10             |
| 2012年 | Moto2  | ブルセンス・アビンティア                                | スッター                        | 60   | フリアン・シモン           | 17     | 0      | 2        | 0  | 0  | 79       | 13   | -                  | -              |
| 2012年 | Moto3  | ブルセンス・アビンティア                                | FTR ホンダ                      | 25   | マーベリック・ビニャーレス | 15     | 5      | 7        | 5  | 1  | 207      | 3位  | -                  | -              |
| 2013年 | MotoGP | アビンティア・ブルセンス                                | FTR                             | 8    | エクトル・バルベラ         | 18     | 0      | 0        | 0  | 0  | 35       | 16   | 49                 | 10             |
| 2013年 | MotoGP | アビンティア・ブルセンス                                | FTR                             | 7    | 青山博一                   | 16     | 0      | 0        | 0  | 0  | 13       | 20   | 49                 | 10             |
| 2013年 | Moto2  | ブルセンス・アビンティア                                | カレックス                      | 24   | トニ・エリアス             | 11     | 0      | 0        | 0  | 0  | 21       | 18   | -                  | -              |
| 2013年 | Moto2  | ブルセンス・アビンティア                                | カレックス                      | 9    | カイル・スミス             | 9      | 0      | 0        | 0  | 0  | 0        | -    | -                  | -              |
| 2014年 | MotoGP | アビンティア・ブルセンス                                | アビンティア・GP14              | 8    | エクトル・バルベラ         | 18     | 0      | 0        | 0  | 0  | 26       | 18   | 35                 | 10             |
| 2014年 | MotoGP | アビンティア・ブルセンス                                | ドゥカティ・デスモセディチ GP14 | 8    | エクトル・バルベラ         | 18     | 0      | 0        | 0  | 0  | 26       | 18   | 35                 | 10             |
| 2014年 | MotoGP | アビンティア・ブルセンス                                | アビンティア・GP14              | 63   | マイク・ディ・メッリオ     | 18     | 0      | 0        | 0  | 0  | 9        | 25   | 35                 | 10             |
| 2015年 | MotoGP | アビンティア・ブルセンス                                | ドゥカティ・デスモセディチ GP14 | 8    | エクトル・バルベラ         | 18     | 0      | 0        | 0  | 0  | 33       | 18   | 41                 | 9              |
| 2015年 | MotoGP | アビンティア・ブルセンス                                | ドゥカティ・デスモセディチ GP14 | 63   | マイク・ディ・メッリオ     | 18     | 0      | 0        | 0  | 0  | 9        | 24   | 41                 | 9              |
| 2020年 | MotoGP | エスポンソラマ・レーシング                              | ドゥカティ・デスモセディチ GP19 | 5    | ヨハン・ザルコ             | 14     | 0      | 1        | 1  | 1  | 77       | 13   | 87                 | 10             |
| 2020年 | MotoGP | エスポンソラマ・レーシング                              | ドゥカティ・デスモセディチ GP19 | 53   | エステべ・ラバト           | 14     | 0      | 0        | 0  | 0  | 10       | 22   | 87                 | 10             |
| 2020年 | MotoE  | エスポンソラマ・レーシング                              | エネルジカ・エゴ・コルサ        | 53   | チャビエル・カルデルス     | 7      | 0      | 0        | 0  | 0  | 34       | 15   | -                  | -              |
| 2020年 | MotoE  | エスポンソラマ・レーシング                              | エネルジカ・エゴ・コルサ        | 51   | エリック・グラナド         | 7      | 1      | 1        | 1  | 2  | 53       | 7    | -                  | -              |
| 2021年 | MotoGP | スカイ・VR46・アビンティア アビンティア・エスポンソラマ | ドゥカティ・デスモセディチ GP19 | 10   | ルカ・マリーニ             | 18     | 0      | 0        | 0  | 0  | 41       | 19   | 143                | 8              |
| 2021年 | MotoGP | スカイ・VR46・アビンティア アビンティア・エスポンソラマ | ドゥカティ・デスモセディチ GP19 | 23   | エネア・バスティアニーニ   | 18     | 0      | 1        | 0  | 1  | 102      | 11   | 143                | 8              |

## 参照
1. ↑  “Team Blusens by Queroseno Racing”. Motourage (Motourage). (2009年12月11日) 2014年3月27日閲覧。
2. ↑  “Avintia Ducati unveiled at Aragon”. Crash.net (Crash Media Group). (2014年9月25日) 2014年9月25日閲覧。